# 砂拉越人民志愿党
砂拉越人民志愿党（简称ASPIRASI），原名砂拉越革新党（英語：State Reform Party，简称STAR），2020年1月24日改为现名，是马来西亚砂拉越的一个本土政党。

革新党时期党徽

现任党主席是徐丽娜，取代2016年在革新党年度会议时骤逝的巴岛鲁比。该党宣布了九项竞选宣言来捍卫砂拉越的权利其中就包括了“1963马来西亚协议”、治理转型、最大限度自主权、领土海域和海事资源、婆罗洲化、陆路交通和乡区改革、语言和教育、信仰自由，以及从第三国成为第一国。砂拉越革新党要求砂拉越政府改革州政府的体制，并走出现有的舒适区（comfort zone）重新出发。
在2016年，沙巴立新党作为砂革新党的沙巴州分支已经分道扬镳了。此外沙巴立新党仍然使用“STAR”作为该党的简称。

## 党主席列表
- 巴岛鲁比（1997年3月9日 - 2016年3月20日）
- 徐丽娜（2016年4月9日 - 至今）